# Stora Ek
Stora Ek är en herrgård i Eks socken i Mariestads kommun i Västergötland uppförd efter ritningar av arkitekten Carl Fredrik Adelcrantz. Herrgården ligger nära ett öppet odlingslandskap vid ån Tidan, cirka 1 mil söder om Mariestad.

## Gårdens historia
Huvudbyggnaden är av sten i två våningar och har två flyglar.Godset bildades i slutet av 1500-talet. Det tillhörde ett århundrade senare släkten Ulfsparre. 1725 innehades det av hovrättspresident Peter Scheffer, därefter hans son riksrådet greve Ulrik Scheffer, som dog där. Genom kapten Adolf Gerhard Lilliestierna överflyttades vid 1800-talets början fideikommissnaturen från Edö i Närke till Stora Ek. Godset gick sedan i arv inom släkten Lilliestierna in på 1990-talet då fideikommisset avvecklades.

## Byggnaden
Huvudbyggnaden uppfördes av bröderna Carl Fredrik Scheffer och Ulrik Scheffer under åren 1757-1758. Adelcrantz utförde ritningarna till anläggningen, och den byggdes av hantverkare från Stockholm. Till sin hjälp hade Adelcrantz slottbyggmästaren Abraham Robsahm.
Anläggningen uppvisar en klassicistisk fasad som i sina proportioner föregriper börshuset i Stockholm av Erik Palmstedt. Den tar sin inspiration i Carl Hårlemans tradition där fasaden artikuleras med pilastrar i mittpartiets risalit som kröns av en tympanon. Dessutom binds huvudbyggnaden samman med de två flyglarna med rundande, täckta, kolonnader lika de på Kina slott. På detta sätt bildas en elegant förgård, en cour d'honneur.